# Холландер, Одри
Одри Холландер (англ. Audrey Hollander; род. 4 ноября 1979, Луисвилл, Кентукки, США) — американская порноактриса.

## Биография
Одри сама рассказывала, что выросла в строгой семье. Её первый сексуальный опыт был с девочкой в лагере для школьных болельщиков. Она окончила университет Лойолы в Чикаго (Loyola University Chicago) и получила степень преподавателя начального образования.

## Карьера
Одри Холландер начала сниматься в порнофильмах с 2003 года. Очень быстро показала себя как актриса, способная к съёмкам в весьма жёстких, даже по меркам порноиндустрии, сценах (одна из «экстремальных королев» — англ. extreme queens). С 2011 года не принимала участия в съёмках, но в октябре 2012 года Одри заявила, что намерена вернуться к прежнему режиму работы в порно.
По данным на 2013 год, Одри Холландер снялась в 377 порнофильмах и срежиссировала 2 ленты.

## Премии и номинации
- 2005 AVN Award в категории «Лучшая сцена лесбийского секса» за фильм — The Violation of Audrey Hollander (вместе c Джиа Палома, Эшли Блу, Тайлой Винн, Броди и Келли Кляйн)[4]
- 2005 XRCO Award в категории «Лучшая сцена девушка/девушка» за фильм — The Violation of Audrey Hollander[5]
- 2006 AVN Award в категории «Исполнительница года»[6]
- 2006 AVN Award в категории «Лучшая сцена группового секса» за фильм — Squealer (вместе со Smokey Flame, Джэсси, Кимберли Кейн, Otto Bauer, Scott Lyons, Kris Slater и Scott Nails)[7]
- 2006 AVN Award в категории «Лучшая сцена анального секса» за фильм — Sentenced (вместе с Отто Бауэром)[7]
- 2008 AVN Award в категории «Лучшая сцена „жёсткого“ секса» за фильм — Ass Blasting Felching Anal Whores (вместе с Синди Кроуфорд (порноактриса) и Риком Мастерсом)[8]
- 2010 номинация на AVN Awards в категории «Лучшая сцена группового лесбийского секса» за фильм «The Violation of Harmony» (вместе с Дженнифер Дарк, Моникой Мейхем, Хармони Роуз, Гвен Саммерс и Холли Уэллин)